# シオガマギク
シオガマギク（塩竈菊、学名：Pedicularis resupinata subsp. oppositifolia ）はシオガマギク属の多年草。シベリアシオガマを分類上の基本種とする亜種。

## 特徴
半寄生植物。茎は四角形になっており、下部で分枝して株状、または分枝しないで直立する。高さは25-60cmになり、ときに小枝を出す。葉は下部のものは対生し、中部より上は互生し、狭卵形で先はとがり、縁に規則的な重鋸歯がある。葉身は長さ4-9 cm、幅1-2 cm、基部は円みのある切形で、長さ5-10 mmになる葉柄がある。
花期は8-9月。茎や枝の上部に広卵形で、苞葉状の小さな葉が密につき、その腋に花をつける。萼は2片に裂け、長さ6-7 mm、幅3-4 mmになる。花冠は紅紫色で、長さ2 cmになり、一方にねじれて2裂した唇形になる。上唇は筒状で、先は鎌形に曲がったくちばし状にとがり、下唇は斜めに広がり、浅く3裂し中央の裂片はその両側の裂片より小さい。 雄蕊は花冠上唇内に4本あって、下側2本がやや長い。果実は蒴果で、長さ10-12 mm、幅5 mmになる3角状卵形-長卵形で、先はとがる。蒴果に多数の種子が入る。

## 分布と生育環境
中国東北部、朝鮮半島、日本に分布する。
日本では、北海道の中部および南部、本州、四国、九州に分布し、山地の草地に生育する。

## 名前の由来
学名の属名Pedicularisはラテン語で「Pediculum」（シラミ）でシラミ駆除に用いられたことに由来し、種小名のresupinata（反対方向に湾曲している）は花冠が反対方向に湾曲していることに由来する。亜種名のoppositifoliaは対生葉を意味する。
和名のシオガマギクは「塩竈菊」のこと。塩竈とは、世阿弥の謡曲『松風』、後の歌舞伎・日本舞踊の演目『汐汲』において、浜で海水を沸かして製塩するかまど、塩竈があり、そこで「浜で（はまで）美しいのは塩竈」の言葉がでた。それが「葉まで（はまで）美しいのは塩竈」と洒落て、花も葉も美しい植物、シオガマギク（塩竈菊）という。

## ギャラリー
- シオガマギクの上部
- シオガマギクの花の細部
- シオガマギク
P. r. subsp. oppositifolia
- トモエシオガマ
P. r. subsp. teucriifolia var. caespitosa

## 分類
- シベリアシオガマ Pedicularis resupinata L. subsp. resupinata - 分類上の基本種で、葉はやや細くすべて互生し、花冠上唇がしだいに細くなる。北海道北部、アルタイ、シベリア、樺太、千島列島に分布する[4]。
- ミカワシオガマ（三河塩竈） Pedicularis resupinata L. subsp. oppositifolia (Miq.) T.Yamaz. var. microphylla Honda - 葉がより小型で、長さ10-20 mm、幅4-7 mm、花冠上唇がさらに短くつまる。愛知県[11]と岐阜県東濃地方[12]の湿地に生える[3][4]。環境省のレッドリストで絶滅危惧IB類(EN)に選定されていたが、2012年8月の第4次リストでは、絶滅危惧II類(VU)にランクを下げた[13]。
- トモエシオガマ（巴塩竈） Pedicularis resupinata L. subsp. teucriifolia (M.Bieb. ex Steven) T.Yamaz. var. caespitosa Koidz. - 葉の幅がやや広く、花が茎の上部に短く集まってつき、上から見ると花の様子が巴状になる。本州の中部地方以北に分布する[3][4]。